# Leon Russianoff
Leon Russianoff   (Brooklyn, 1916 - Brooklyn, 16 de setembre de 1990) fou un músic clarinetista novaiorquès.
Leon Russianoff va ser professor de la "Juilliard School" i a la "Manhattan School of Music". Russianoff va començar a estudiar clarinet a l'edat de 14 anys i més tard va guanyar una beca per estudiar amb Simeon Bellison, el primer clarinetista de la Filharmònica de Nova York. Va començar a ensenyar professionalment el 1938, quan es va graduar al "City College de Nova York".
A més dels seus llocs a la "Manhattan School", on va ensenyar durant 35 anys, i a la "Juilliard School", on havia estat a la facultat des del 1970, Russianoff també va ensenyar al "Teachers College", al "Brooklyn College", al "Queens College", a la "Universitat Estatal". Col·legi a Purchase, Universitat Catòlica i escola de música del carrer 92. Entre els seus estudiants hi havia Stanley Drucker, el primer clarinetista de la Filharmònica de Nova York, i el solista Charles Neidich.
A Leon Russianoff li va sobreviure la seva dona, Penèlope; una filla, Sylvia, de Filadèlfia; un fill, Charles, de Royal Palm Beach, Florida, i dos nets.